# Begonia chiasmogyna
Espèce
Begonia chiasmogyna est une espèce de plantes de la famille des Begoniaceae.
Elle a été décrite en 2006 par Mark Hughes.